# Philharmostes cupreolus
Philharmostes cupreolus là một loài bọ cánh cứng trong họ Hybosoridae. Loài này được Fairmaire miêu tả khoa học năm 1900.